# Icon for Hire
Gli Icon for Hire sono un gruppo alternative rock statunitense, formatosi nel 2007 a Decatur, Illinois .

## Storia

### Primi anni (2007–2009)
Il gruppo venne fondato da Ariel Bloomer e da Shawn Jump. Jump reclutò alla batteria Adam Kronshagen, un suo vecchio amico con cui teneva delle jam session. Al gruppo si unì Joshua Davis nel novembre dello stesso anno. il gruppo scelse il proprio nome come un commento satirico sullo stato dell'industria musicale.
Il gruppo cominciò a suonare in club locali, davanti a familiari ed amici. Nei due anni successivi, il gruppo suonò in vari locali del Midwest e pubblicò due EP: Icon for Hire EP nel 2008 e The Grey EP nel 2009. Nel 2009, Davis lasciò il gruppo.

### Tooth & Nail andScripted(2009–2011)

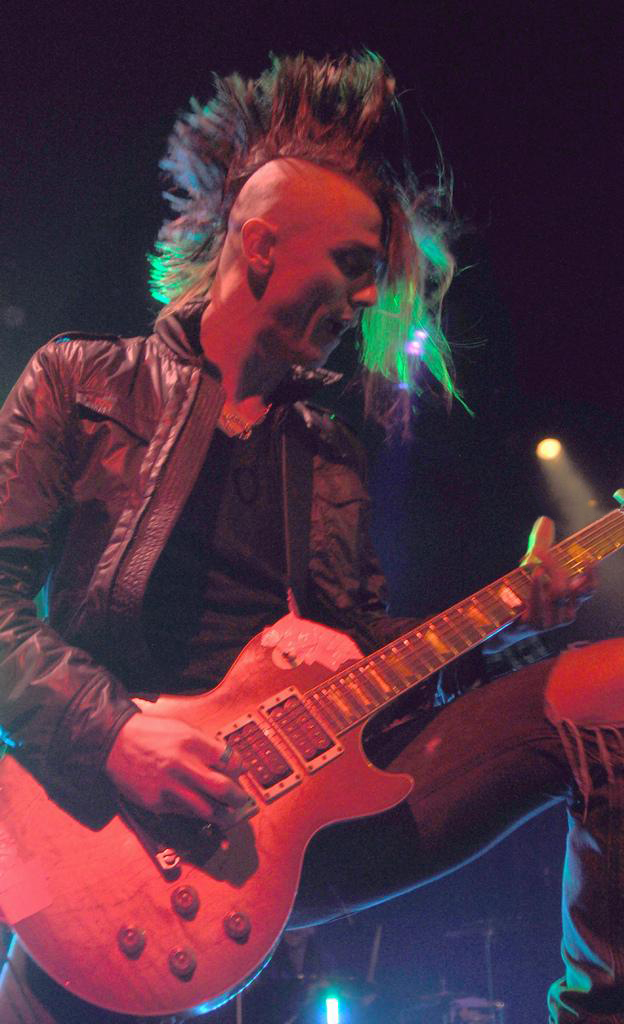
Shawn Jump in un concerto nel 2011

Alla fine del 2009, il gruppo venne contattato dalla Tooth & Nail Records tramite Myspace. L'etichetta inviò un rappresentante a un concerto del gruppo e nel 2010 ci fu la firma di un contratto con la casa discografica. Il gruppo entrò in studio con i produttori Rob Hawkins e Aaron Sprinkle alla fine del 2010.
Il 23 agosto successivo venne pubblicato Scripted, che ottenne un ottimo responso, raggiungendo parte alta di molte classifiche della rivista Billboard: numero 7 nella Hard Rock Album, numero 5 nella Christian Albums, numero 16 nell'Alternative Albums, numero 22 nella Rock Albums e numero 95 nella Billboard 200. Nella prima settimana di lancio, l'album vendette più di 4 300 copie, stabilendo il record di vendite nella prima settimana di un album di debutto della Tooth & Nail. Il gruppo ottenne un buon successo con il singolo Make a Move, che raggiunse la 13ª posizione nella Billboard Christian Rock Singles Chart.
Nel 2011, Josh Kincheloe entrò a far parte del gruppo come bassista.

### Icon for Hire(2011–presente)
Nel dicembre 2011, Ariel affermò che, nonostante il gruppo si fosse concentrato sul tour piuttosto che scrivere nuova musica, sentiva che il gruppo avrebbe composto delle demo di lì a poco. In varie interviste, rivelò che il gruppo stava preparando del materiale per un secondo album e che l'intenzione era di creare un album più aggressivo, con più bubblegum pop e, possibilmente, elementi hip hop. Il 15 agosto 2013 venne pubblicato il singolo Cynics and Critics, accompagnato da un lyric video, che preannunciava l'uscita del secondo album, Icon for Hire, pubblicato il 15 ottobre 2013. L'album ricevette ottime critiche e raggiunse la 66ª posizione nella Billboard 200.

## Stile e influenze
Il sound del gruppo combina pop punk e elementi alternative metal con archi e musica elettronica. Jamie Maxwell di Cross Rhythms li ha descritti come un gruppo punk, ma nota che «l'evidente influenza elettronica in alcuni dei loro brani è una chiara allusione ai Linkin Park e alle altre forme del nu metal». Nel descrivere il sound del gruppo, la cantante Ariel ha affermato che il gruppo è «prima di tutto solo un gruppo rock. È lì che si trovano le nostre radici e i nostri cuori. Ma alcuni anni fa abbiamo iniziato a utilizzare synths e programmatori. Ci è piaciuta la combinazione dei riff brutali con la divertente dolcezza della produzione pop sparsa sopra».
Le influenze citate dal gruppo includono gruppi come Linkin Park, Breaking Benjamin, Pantera, Mötley Crüe e Rage Against the Machine, assieme a gruppi più orientati verso il pop e l'hip hop, tra cui Skrillex, The Black Eyed Peas, Dessa e Lady Gaga.

### Confronto con altri gruppi female fronted
Il sound del gruppo è stato spesso paragonato ad altri gruppi con una cantante donna, in particolar modo con i Paramore. Nathaniel Schexnayder di Jesus Freak Hideout descrisse l'album di debutto del gruppo, Scripted, come generico, affermando che il gruppo «prende in prestito elementi da altri gruppi female fronted, come Flyleaf, Fireflight e Paramore in modo allarmante». Ariel, riguardo a questi confronti, ha affermato che «la combinazione di programmazione e pop, miscelato al sound rock commerciale» è un elemento distintivo. «Non abbiamo mai visto nessuno venire ai nostri concerti e confrontarci con altri gruppi» denotando come questa comparazione sia ingiusta e discriminatoria: «Mi distrugge come in molte altre realtà sei altamente riconosciuto per le tue capacità ed educazione, ma nella musica, se sei una ragazza devi portare qualcosa di completamente differente in banco per avere un'opportunità. Credo sia un po' sessista».

## Affiliazione religiosa
Come molti artisti della Tooth & Nail records, anche gli Icon for Hire hanno una relazione complicata con il market della musica cristiana. Il gruppo non viene categorizzato come un gruppo cristiano, ma hanno testi puliti e positivi. Ariel ha affermato che non fanno musica per i cristiani ma per «salvare il mondo» e cercano di discostarsi dall'identificarsi come parte dell'industria musicale cristiana, per evitare di allontanare i non cristiani dal loro messaggio. Nonostante questo, molti critici hanno identificato il gruppo come parte della scena musicale cristiana e hanno notato riferimenti alla fede cristiana nei testi. David Jeffries indicò che «gli ideali cristiani sono la forza trainante» dei testi in Scripted, nonostante fosse consapevole che «si può guardare a questo album come una ribellione secolare contro i finti gruppi di scena e può comunque emozionare l'atteggiamento del gruppo e il loro scopo».

## Formazione
- Ariel Bloomer – voce (2007-presente)
- Shawn Jump – chitarra (2007-presente)

Ex componenti
- Joshua Davis – basso, voce death (2007-2009)
- Adam Kronshagen – batteria (2007-2015)

Turnisti
- Josh Kincheloe – basso (2011–presente)

## Discografia

### Album in studio
- 2011 – Scripted
- 2013 – Icon for Hire
- 2016 – You Can't Kill Us
- 2021 – Amorphous
- 2022 – The Reckoning

### EP
- 2008 – Icon for Hire EP
- 2009 – The Grey EP
- 2015 – Now You Know EP

### Singoli
- 2011 – Make a Move
- 2011 – Get Well
- 2011 – Off with Her Head
- 2013 – Cynics & Critics
- 2013 – Sugar & Spice
- 2015 – Now You Know
- 2016 – Supposed to Be
- 2016 – You Can't Kill Us
- 2016 – Demons
- 2018 – Supposed to Be
- 2018 – Get Well II
- 2018 – Demons
- 2019 – Venom
- 2019 – Hollow
- 2019 – Blindside
- 2020 – Curse or Cure
- 2020 – Seeds
- 2020 – Last One Standing
- 2021 – Waste My Hate
- 2022 – Ready for Combat
- 2022 – Dismantled
- 2022 – Breakdown
- 2022 – Shadow
- 2022 – Gatekeepers